# Quaderni di conversazione

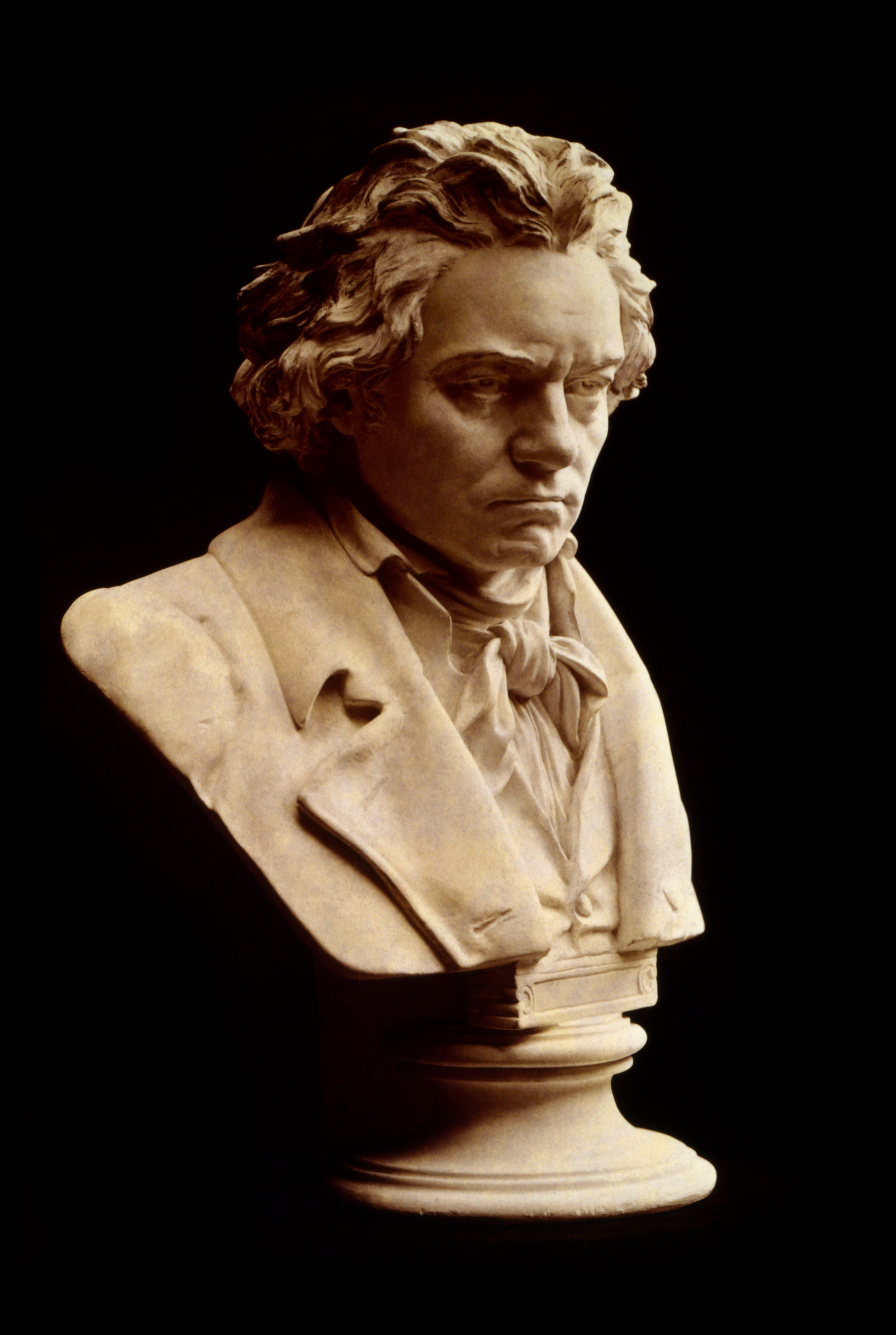
Ludwig van Beethoven

I cosiddetti quaderni di conversazione (Konversationshefte) sono delle raccolte di pensieri, appunti e domande degli interlocutori a cui Ludwig van Beethoven a partire dal 1818, quando ormai era quasi completamente sordo, ha affidato tutti i suoi rapporti col mondo esterno. Secondo alcune fonti se ne contavano oltre 400, ma ne sono sopravvissuti solo 137. Secondo taluni studiosi i quaderni mancanti sarebbero stati distrutti dal primo biografo di Beethoven, Anton Schindler, secondo altri invece Schindler semplicemente non sarebbe mai entrato in possesso dei quaderni mancanti. La maggior parte dei quaderni originali è conservata presso il dipartimento di musica della Biblioteca di Stato di Berlino  e due si trovano nella Beethoven-Haus a Bonn.